# Gessi (metge)
Gessi (en llatí Gessius, en grec Γέσσιος) era un eminent metge grec a qui Esteve de Bizanci anomena περιφανέστατος ἰατροσοφίστης (un metge conegut per tothom). Havia nascut a Gea prop de Petra d'Aràbia i vivia en el regnat de l'emperador Zenó (474-491).
Va ser deixeble del metge jueu Domne, la reputació del qual va eclipsar, i va atreure nombrosos erudits i condeixebles al seu voltant per la seva gran habilitat. Va adquirir riqueses i honors i sembla que era prou ambiciós. Com a filòsof, condició que ell volia ostentar, la seva fama no va ser molt gran.
No consta que hagués deixar escrita cap obra, però un petit treball de medicina sota el nom de Cassius Iatrosophista, li va ser atribuït per algunes persones sense que s'hagi pogut acreditar. Hunayn ibn Ishaq menciona una obra seva sobre l'embrió.